# Peroryctes
Peroryctes — рід сумчастих ссавців із родини бандикутових. Це дрібні та середні сумчасті всеїдні тварини, які живуть на о Нова Гвінея.